# 13327 Рейтзема
13327 Рейтзема (13327 Reitsema) — астероїд головного поясу, відкритий 17 вересня 1998 року.
Тіссеранів параметр щодо Юпітера — 3,200.